# Андреев, Василий Яковлевич
Василий Яковлевич Андреев (1874—1942) — основатель первого в мире музея цирка и эстрады (1928), преподаватель фехтования в Ленинградском театральном институте. Герой Труда.

## Биография
Родился в 1874 году в Санкт-Петербурге в семье дворянина.
В 1884 году его отец, отставной штабс-капитан, определил сына во 2-й кадетский корпус. Несмотря на то, что Василий особых наклонностей к военной карьере не питал, он, тем не менее, серьёзно увлекся фехтованием. Страсть к холодному оружию была настолько велика, что сначала он начинает интересоваться его историей, а затем поступает на учёбу в Археологический институт, по окончании которого два года бесплатно работал в Средневековом отделе Эрмитажа.
Был кадровым военным, стал фейхтмейстером при 1-м Кадетском корпусе. Постоянно стремясь к совершенствованию, Василий Яковлевич добился своего откомандирования в 1908 году во Францию в первую в мире Жуанвильскую фехтовально-гимнастическую школу, где прошёл полный курс обучения.
К октябрю 1917 года Андреев — подполковник царской армии, кавалер орденов Св. Анны 2-й степени и Св. Станислава 2-й степени. Навыки, привитые им в корпусе кадетам, многих спасли в рукопашных схватках Первой мировой войны.
С приходом к власти большевиков Кадетский корпус был закрыт, и Андреев вместе с другими офицерами арестован Петроградской ЧК. Однако через некоторое время его выпустили, но о продолжении военной карьеры не было речи — Андреев с головой ушёл в театральную жизнь. Как раз в 1918 году появляется проект создания музея петроградских государственных театров. Преподавал физкультуру и сценическое фехтование на балетном и драматическом отделениях в Петроградском институте сценических искусств, а также других петербургских театрах.
Многие годы собирал материалы по цирковому и эстрадному искусству. В 1928 году совместно с Е. Кузнецовым и Е. Гершуни создал при Ленинградском цирке музей цирка и эстрады, основу фондов которого составляла частная коллекция Андреева. В 1928—1935 годах — главный хранитель музея.
В 1924 году Андрееву было присвоено звние «Герой труда». За заслуги в театральном мире в комиссию Всероссийского театрального общества поступило ходатайство о присвоении ему звания «Заслуженный деятель искусств», подписанное известными театральными деятелями того времени. Однако произошедшее в декабре 1934 года убийство Кирова стало поводом к началу первой волны массовых репрессий в стране. В марте 1935 года Андреев как бывший царский офицер и «социально опасный элемент» был репрессирован и выслан из Ленинграда в Астрахань на 5 лет.
В феврале 1936 года к Е. П. Пешковой обратилась за помощью его сестра — Анна Яковлевна Андреева.
В октябре 1937 года Андреев был снова арестован, ему было инкриминировано проведение контрреволюционной агитации, но Василий Яковлевич не признал себя виновным и дважды отказывался от предъявляемых ему обвинений. Несмотря на это, через месяц после ареста тройка при управлении НКВД СССР по Сталинградской области за проведение так называемой «контрреволюционной деятельности» приговаривает его к восьми годам заключения в исправительно-трудовом лагере.
До 1938 года Андреев находился в Царевской трудколонии, а затем был переведен в лагерь, расположенный близ г. Горького (ныне Нижний Новгород).
Василий Яковлевич Андреев умер в лагере 7 февраля 1942 года.

## Память
- Его имя увековечено в первом томе Книги Памяти «Из тьмы забвения», подготовленной и выпущенной комиссией по реабилитации жертв политических репрессий при администрации Астраханской области.